# Kevin Cramer
Kevin John Cramer (Rolette, 21 gennaio 1961) è un politico statunitense, senatore per lo stato del Dakota del Nord dal 2019 e precedentemente membro della Camera dei Rappresentanti per lo stesso stato dal 2013 al 2019.